# الزوالة (تيولي)
الزوالة هو دُوَّار يقع بجماعة تيولي، إقليم جرادة، جهة الشرق في المملكة المغربية. ينتمي الدوّار لمشيخة تيولي التي تضم 14 دوار. يقدر عدد سكانه بـ 164 نسمة حسب الإحصاء الرسمي للسكان والسكنى لسنة 2004.

## روابط خارجية
- البوابة الوطنية للجماعات الترابية
- المندوبية السامية للتخطيط